# NGC 6439
NGC 6439 est une nébuleuse planétaire située dans la constellation du Sagittaire. NGC 6439 a été découverte par l'astronome américain Edward Pickering en 1882.

## Observation
Avec une magnitude visuelle apparente de 12,6, on doit utiliser un télescope dont l'ouverture est d'au moins 250 mm pour l'observer. Comme plusieurs nébuleuses planétaires découvertes par Pickering et Copeland, NGC 7009 est difficilement discernable d'une étoile ordinaire, sauf si on utilise des filtres. Une comparaison clignotante dans laquelle un filtre bloque la lumière qui n'est pas émise par le nuage gazeux de la nébuleuse est le moyen le plus adéquat pour trouver la source lumineuse qui est une nébuleuse.  

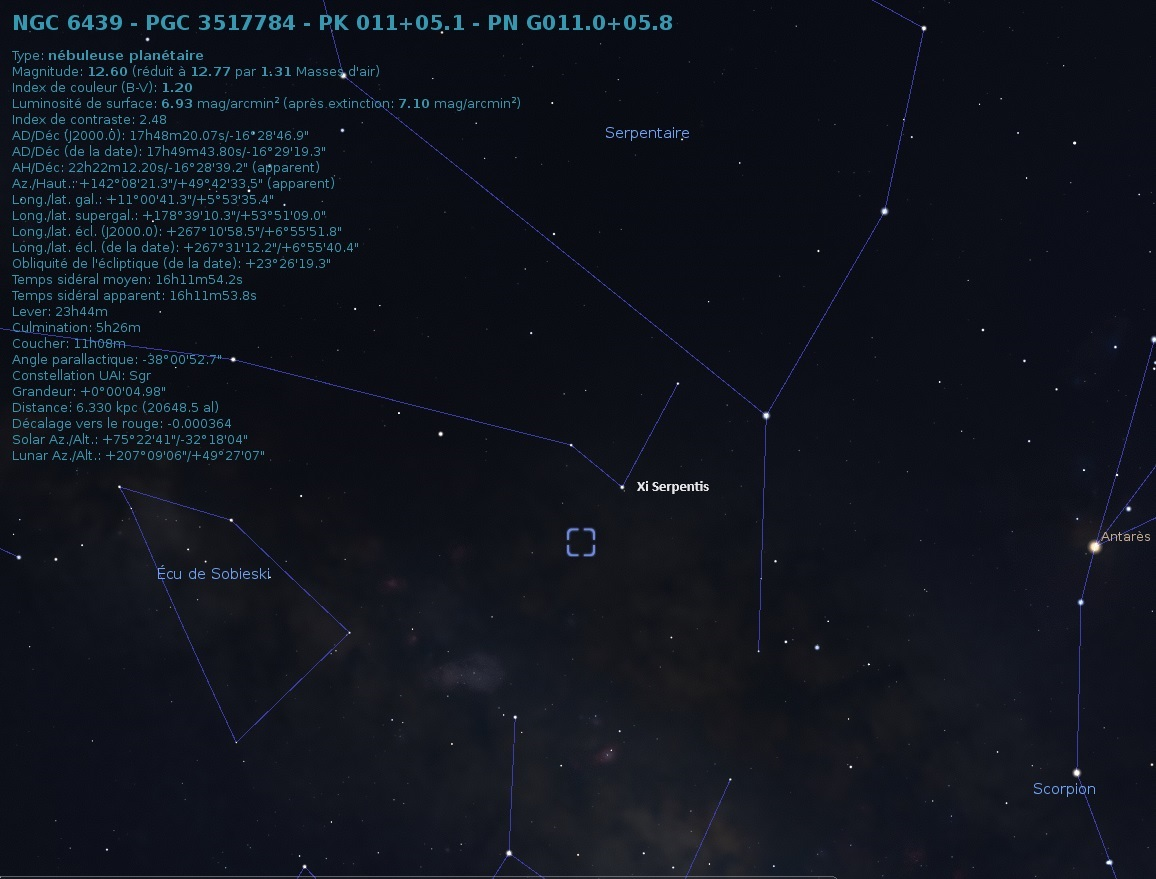
Emplacement de NGC 6439 dans la constellation de Sagittaire.

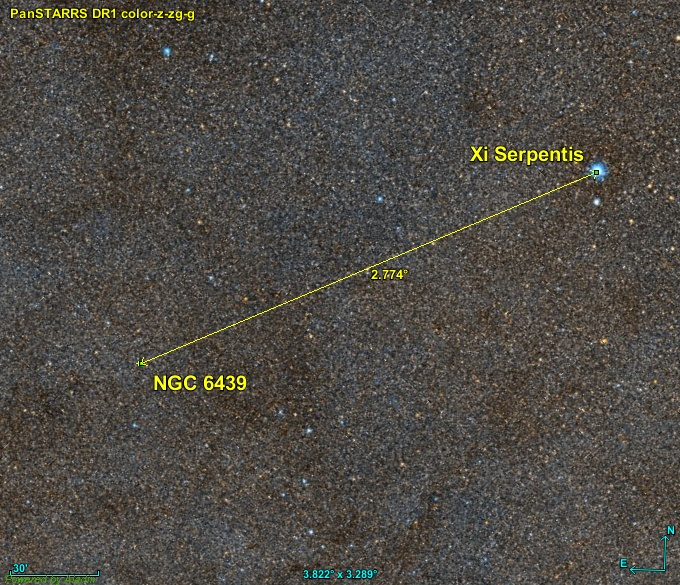
Position de NGC 6439 par rapport à Xi Serpentis.

La nébuleuse NGC 6439 est située à environ 2,8 degrés au sud-est de Xi Serpentis, une étoile de magnitude 3,54 dans la constellation voisine du Serpent.

## Caractéristiques

### Distance, taille et vitesse
Deux distances très semblables sont aussi indiquées sur la base de données Simbad : 6,403 ± 1,281 kpc (∼20 900 al) et environ 6 330 pc (∼20 600 al).
La taille apparente de la nébuleuse est de 0,23 minutes d'arc, ce qui, compte tenu de la distance et grâce à un calcul simple, équivaut à une taille réelle de 1,40 ± 0,28 al.
Deux valeurs identiques de la vitesse sont aussi indiquées sur Simbad, soit −93,0 ± 5,0 km/s,.